# جدول مدال‌های المپیک زمستانی ۱۹۶۸
جدول مدال بازی‌های المپیک زمستانی ۱۹۶۸ فهرستی از مدال‌های کسب شده توسط ورزشکاران است که در طول برگزاری بازی‌های المپیک زمستانی سال ۱۹۶۸ میلادی که در گرونوبل فرانسه برگزار شد.

## جدول مدال‌ها
رتبه بندی این جدول توسط کمیته بین المللی المپیک (ioc) اعلام شده است.
      کشور میزبان (فرانسه)
| رتبه                    | کشور                      | طلا | نقره | برنز | مجموع |
| ۱                       | نروژ (NOR)                | ۶   | ۶    | ۲    | ۱۴    |
| ۲                       | اتحاد شوروی (URS)         | ۵   | ۵    | ۳    | ۱۳    |
| ۳                       | فرانسه (FRA)              | ۴   | ۳    | ۲    | ۹     |
| ۴                       | ایتالیا (ITA)             | ۴   | ۰    | ۰    | ۴     |
| ۵                       | اتریش (AUT)               | ۳   | ۴    | ۴    | ۱۱    |
| ۶                       | هلند (NED)                | ۳   | ۳    | ۳    | ۹     |
| ۷                       | سوئد (SWE)                | ۳   | ۲    | ۳    | ۸     |
| ۸                       | آلمان غربی (FRG)          | ۲   | ۲    | ۳    | ۷     |
| ۹                       | ایالات متحده آمریکا (USA) | ۱   | ۵    | ۱    | ۷     |
| ۱۰                      | آلمان شرقی (GDR)          | ۱   | ۲    | ۲    | ۵     |
| ۱۰                      | فنلاند (FIN)              | ۱   | ۲    | ۲    | ۵     |
| ۱۲                      | چکسلواکی (TCH)            | ۱   | ۲    | ۱    | ۴     |
| ۱۳                      | کانادا (CAN)              | ۱   | ۱    | ۱    | ۳     |
| ۱۴                      | سوئیس (SUI)               | ۰   | ۲    | ۴    | ۶     |
| ۱۵                      | رومانی (ROU)              | ۰   | ۰    | ۱    | ۱     |
| مجموع (۱۵ کمیته المپیک) | مجموع (۱۵ کمیته المپیک)   | ۳۵  | ۳۹   | ۳۲   | ۱۰۶   |